# Élections de l'assemblée de Londres en 2021
Les élections de l'Assemblée de Londres en 2021 se tiennent le 6 mai 2021 soit un an après la date initiale. En effet, la pandémie de Covid-19 a entraîné un report du scrutin de mai 2020 à mai 2021. Il y a deux scrutins, le scrutin dans les circonscriptions et le scrutin régional. Ces élections se déroulent le même jour que l'élection du maire de Londres.

## Système électoral
Le maire et l'assemblée de Londres sont élus au suffrage universel direct.
Les 25 membres de l'Assemblée de Londres sont élus pour quatre ans au proportionnel mixte parallèle. 14 membres sont élus au scrutin uninominal majoritaire à un tour dans autant de circonscription électorales tandis que les 11 autres sièges sont attribués suivant la méthode d'Hondt à tous les partis ayant franch le seuil électoral de 5 % des suffrages exprimés.

## Résultats
|                          |                                 |                  |                  |                  |                  |                 |                 |                 |                 |              |               |  |  |  |
| Partis                   | Partis                          | Circonscriptions | Circonscriptions | Circonscriptions | Circonscriptions | Proportionnelle | Proportionnelle | Proportionnelle | Proportionnelle | Total sièges | +/−           |  |  |  |
| Partis                   | Partis                          | Votes            | %                | Sièges           | +/−              | Votes           | %               | +/-             | Sièges          | Total sièges | +/−           |  |  |  |
|                          | Parti travailliste              | 1 083 215        | 41,67            | 9                | en stagnation    | 986 609         | 38,10           | 2,2             | 2               | 11           | 1             |  |  |  |
|                          | Parti conservateur              | 833 021          | 32,04            | 5                | en stagnation    | 795 081         | 30,71           | 1,5             | 4               | 9            | 1             |  |  |  |
|                          | Parti vert                      | 336 840          | 12,96            | 0                | en stagnation    | 305 452         | 11,80           | 3,8             | 3               | 3            | 1             |  |  |  |
|                          | Libéraux-démocrates             | 266 595          | 10,26            | 0                | en stagnation    | 189 522         | 7,32            | 1,0             | 2               | 2            | 1             |  |  |  |
|                          | Parti pour l'égalité des femmes |                  |                  |                  |                  | 55 684          | 2,15            | 1,3             | 0               | 0            | en stagnation |  |  |  |
|                          | Rejoin EU                       |                  |                  |                  |                  | 49 389          | 1,91            | Nv.             | 0               | 0            | en stagnation |  |  |  |
|                          | Parti pour le bien-être animal  |                  |                  |                  |                  | 44 667          | 1,73            | 0,7             | 0               | 0            | en stagnation |  |  |  |
|                          | Alliance des peuples chrétiens  |                  |                  |                  |                  | 28 878          | 1,12            | 0,1             | 0               | 0            | en stagnation |  |  |  |
|                          | UKIP                            |                  |                  |                  |                  | 27 114          | 1,05            | 5,5             | 0               | 0            | 2             |  |  |  |
|                          | Reform UK                       | 62 263           | 2,40             | 0                | en stagnation    | 25 009          | 0,97            | Nv.             | 0               | 0            | en stagnation |  |  |  |
|                          | Autres partis                   | 17 716           | 0,68             | 0                | -                | 81 863          | 3,16            | -               | 0               | 0            | -             |  |  |  |
|                          |                                 |                  |                  |                  |                  |                 |                 |                 |                 |              |               |  |  |  |
| Votes valides            | Votes valides                   | 2 599 650        | 98,33            |                  |                  | 2 589 268       | 97,92           |                 |                 |              |               |  |  |  |
| Votes blancs et nuls     | Votes blancs et nuls            | 44 058           | 1,67             | 54 931           | 2,08             |                 |                 |                 |                 |              |               |  |  |  |
| Total                    | Total                           | 2 643 708        | 100              | 14               | en stagnation    | 2 644 199       | 100             | -               | 11              | 25           | en stagnation |  |  |  |
| Abstentions              | Abstentions                     | 3 547 679        | 57,30            |                  |                  | 3 547 188       | 57,29           |                 |                 |              |               |  |  |  |
| Inscrits / participation | Inscrits / participation        | 6 191 387        | 42,70            | 6 191 387        | 42,71            |                 |                 |                 |                 |              |               |  |  |  |

| Circonscription                             | Sortant             | Sortant           | Élu | Élu              |
| ------------------------------------------- | ------------------- | ----------------- | --- | ---------------- |
| Barnet and Camden                           |                     | Andrew Dismore    |     | Anne Clarke      |
| Bexley and Bromley                          |                     | Gareth Bacon      |     | Peter Fortune    |
| Brent and Harrow                            |                     | Navin Shah        |     | Krupesh Hirani   |
| City and East                               |                     | Unmesh Desai      |     | Unmesh Desai     |
| Croydon and Sutton                          |                     | Steve O'Connell   |     | Neil Garratt     |
| Ealing and Hillingdon                       |                     | Onkar Sahota      |     | Onkar Sahota     |
| Enfield and Haringey                        |                     | Joanne McCartney  |     | Joanne McCartney |
| Greenwich and Lewisham                      |                     | Len Duvall        |     | Len Duvall       |
| Havering and Redbridge                      |                     | Keith Prince      |     | Keith Prince     |
| Lambeth and Southwark                       |                     | Florence Eshalomi |     | Marina Ahmad     |
| Merton and Wandsworth                       |                     | Leonie Cooper     |     | Leonie Cooper    |
| North East                                  |                     | Jennette Arnold   |     | Sem Moema        |
| South West                                  |                     | Tony Arbour       |     | Nicholas Rogers  |
| West Central                                |                     | Tony Devenish     |     | Tony Devenish    |
|                                             |                     |                   |     |                  |
| Députés régionaux élus à la proportionnelle |                     |                   |     |                  |
|                                             | Elly Baker          |                   |     |                  |
|                                             | Sakina Zahra Sheikh |                   |     |                  |
|                                             | Shaun Bailey        |                   |     |                  |
|                                             | Andrew Boff         |                   |     |                  |
|                                             | Susan Mary Hall     |                   |     |                  |
|                                             | Emma Dawn Best      |                   |     |                  |
|                                             | Siân Berry          |                   |     |                  |
|                                             | Caroline Russell    |                   |     |                  |
|                                             | Zack Polanski       |                   |     |                  |
|                                             | Caroline Pidgeon    |                   |     |                  |
|                                             | Hina Bokhari        |                   |     |                  |